# 復興区 (邯鄲市)
復興区（ふっこう-く）は中華人民共和国河北省邯鄲市に位置する市轄区。

## 行政区画
- 街道:勝利橋街道、百家村街道、鉄路大院街道、化林路街道、龐村街道、二六七二街道、石化街道
- 鎮:戸村鎮、林壇鎮
- 郷:彭家寨郷、康荘郷、南城郷